# Zuzana Kajnarová
Zuzana Kajnarová (* 17. června 1982 Ostrava), provdaná Zuzana Kajnarová Říčařová, je česká herečka.

## Životopis
Narodila se a vyrůstala v Ostravě, v rodině, která je vzdáleně příbuzná s básníkem Josefem Kainarem (na matrice změnili písmeno I na písmeno J). Má o čtyři roky staršího bratra, který na vysoké škole vystudoval obor mezinárodní vztahy, její matka je inženýrka, jejím otcem je inženýr kybernetiky, pozdější politik a v letech 2006–2014 primátor Ostravy Petr Kajnar. Její rodiče jsou rozvedení. Z otcova druhého manželství má dva mladší bratry. Jejím strýcem z matčiny strany je bývalý ministr zahraničních věcí a později ministr kultury Lubomír Zaorálek.
Od dětství si vytvářela vztah k herectví, navštěvovala dramatický kroužek, ovšem byla i členkou turistického oddílu Dívčí Dvojka, kde se naučila skautským dovednostem.
V Ostravě vystudovala gymnázium a v téže době navštěvovala Herecké studio Mileny Asmanové a spolupracovala s činohrou Národního divadla Moravskoslezského v Ostravě.
Od svých devatenácti let žije trvale v Praze.
Po vztahu s hereckým kolegou Martinem Písaříkem se v roce 2008 jejím životním partnerem stal muzikant, zpěvák a herec Roman Říčař (* 1976), za kterého se v létě 2010 provdala. Dne 18. listopadu 2011 se jim narodila dcera Rozárka a v roce 2013 syn František.

## Profesní kariéra
V roce 2000 byla na první pokus přijata na pražskou DAMU. Ve třetím ročníku DAMU začala hostovat v divadle ABC Městských divadel pražských, kam po studiích také nastoupila. Hostovala také v divadlech Na Vinohradech, Na Jezerce a v Divadle Viola. DAMU zakončila v září 2005 a získala titul MgA. Do povědomí filmového publika vstoupila především rolí Dorotky v divácky úspěšné pohádce Anděl Páně. Hrála rovněž v televizních seriálech Redakce, Místo v životě, Proč bychom se netopili, Přešlapy a Vyprávěj.
S Romanem Říčařem si ve filmu Klub osamělých srdcí zahráli pár.

## Filmografie

### Herecká filmografie
- 2001 – Konec jedince (krátký film FAMU)
- 2004 – Redakce (Gábina)
- 2004 – Pánská jízda (Zuzana)
- 2004 – 3 plus 1 s Miroslavem Donutilem – díl Zálety (Fanousková)
- 2005 – Nepovedený kouzelník – pohádka (princezna Ludmila)
- 2005 – Anděl Páně (služebná Dorotka)
- 2005 – Každý den karneval
- 2005 – Trampoty vodníka Jakoubka – pohádka (princezna Aneta)
- 2006 – To nevymyslíš!
  - díl Pátek třináctého (Káča)
  - díl Knedlík (Markéta)
- 2006–2008 – Místo v životě (Monika)
- 2006 – Comeback
- 2007 – 3 plus 1 s Miroslavem Donutilem – díl Hajní a pytláci (Petra)
- 2008 – Proč bychom se netopili (Gábina)
- 2008 – Soukromé pasti – díl Malý terorista (Táňa Zuscáková, chůva Romana)
- 2008 – Nebe a Vincek (princezna Amálka)
- 2009–2013 – Vyprávěj (Kamila Ptáčková)
- 2009 – Normal (recepční)
- 2009 – Klub osamělých srdcí (Jitka)
- 2010 – Přešlapy (Johana Klímová)
- 2011 – Santiniho jazyk (průvodkyně)
- 2012 – Ententýky (Barbora Melíšková)
- 2013 – Špačkovi v síti času (moderátorka)
- 2014 – Osmy (Hanička)
- 2015 – Labyrint (vyšetřovatelka Irena)
- 2016 – Doktorka Kellerová
- 2016 – Sezn@mka
- 2017 – Temný kraj
- 2017 – Specialisté
- 2021 – Slunečná (Anna, dcera sekretářky Hany)

### TV pořady
- Kabaret z maringotky
- 2007 – Vodácká putování - Sázava
- 2008 – Benefice Lubomíra Lipského
- 2012 – Sama doma

### Dabing
- 200× – TV film Píseň pro nevěstu – [dabing ČT] – Drew Barrymoreová (Julia Sullivan)
- 2004 – seriál 24 hodin – 2. série – Laura Harris (Marie Warner)
- 2004 – seriál 24 hodin – 1. série – Kim Murphy (Bridget)
- 2004 – seriál 24 hodin – 3. série – Alexandra Lydon (Jane Saundersová)
- 2005 – seriál Pohotovost – 11. série – Sara Gilbert (Jane Figlerová)
- 2006 – seriál Roseanne – 5.–6. série – Sara Gilbert (Darlene Connerová)
- 2006 – TV film Vějíř lady Windermerové – Scarlett Johansson (Meg Windermere)
- 2006 – TV film Venom[6]
- 2007 – TV film Melodie slávy – Susannah York (Morag Sinclair)
- 2007 – TV film Medvědí bratři 2 – Mandy Moore (Nita)
- 2007 – TV film Dokonalý trik – Scarlett Johansson (Olivia Wenscombe)
- 2007 – TV film Bobby Z – Olivia Wildeová (Elizabeth)[7]
- 2008 – minisérie Ohnivé léto – [dabing Nova] – Agathe de La Boulaye (Val)
- 2008 – seriál Winx Club – Výprava do ztraceného království – Ilaria Latini (Flóra)
- 2008 – seriál Roseanne – 7.–9. série – Sara Gilbert (Darlene Connerová)
- 2008 – seriál Kauzy z Bostonu – 4. série – Taraji P. Henson (Whitney Rome)
- 2008 – seriál Dva a půl chlapa – 3.–4. série – April Bowlby (Kandi)
- 2008 – seriál 24 hodin – 4. série – Roxanne Day, Leighton Meesterová (Jen Slaterová, Debbie Pendletonová)
- 2008 – TV film Sebevrazi - Love story z onoho světa – [dabing Cinemax] – Shannyn Sossamon (Mikal)
- 2008 – TV film Pohádky na dobrou noc – Keri Russell (Jill)
- 2008 – TV film Ohnivé léto – Agathe de La Boulaye (Val)
- 2008 – TV film Odpískáno – [dabing ČT] – Tara Fitzgerald (Gloria)
- 2008 – Video film Mr. Johnson – Klára Issová (Veronika) [postsynchron]
- 2008 – TV film Král Drozdí brada – [dabing Prima] – Adriana Tarábková (princezna Anna)
- 2008 – TV film Jeď nebo zemři – Meagan Good (Falešná Venuše)
- 2008 – TV film Bobby Z – Olivia Wildeová (Elizabeth)
- 2008 – TV film 10 položek a méně – [dabing HBO] – Anne Dudek (Lorraine)
- 2008 – TV film Život s nepřítelem – [dabing Hallmark][8]
- 2008 – TV film Řezník – Paz de la Huerta (Jade)[9]
- 2008 – TV film Neohlížej se[10]
- 2009 – seriál Lovci duchů – 4. série – Genevieve Cortese (Ruby)
- 2009 – seriál Hranice nemožného – 1. série – Anna Torv (agentka Olivia Dunhamová)
- 2009 – seriál Dva z Queensu – 7.–8. série – Nicole Sullivan (Holly Shumpertová)
- 2009 – TV film Ztraceni v lásce – Mélanie Laurent (Chloe)
- 2009 – TV film Vzpomínky na hvězdný prach – [dabing TV Barrandov] – Jessica Harper (Daisy)
- 2009 – TV film Vášeň a zrada – [dabing Prima] – Joey Lauren Adams (Beth Ward)
- 2009 – TV film Vánoční koleda 3D – Robin Wright Penn (Belle)
- 2009 – TV film Stíny a mlha – [dabing TV Barrandov] – Mia Farrow (Irmy)
- 2009 – TV film Přísně tajné prázdniny – [dabing ČT] – Gabrielle Anwar (Mariska)
- 2009 – TV film Princezna a žabák – Anika Noni Rose (Tiana)
- 2009 – TV film O čertovi a třech zlatých vlasech – Katrin Martin (princezna)
- 2009 – TV film Je nám osmnáct – [dabing DVD] – Valentine Catzéflis (Clémence)
- 2009 – TV film G-FORCE – Kelli Garner (Marcie)
- 2009 – TV film Desatero – Jessica Alba, Gretchen Mol (Liz Anne Blazerová, Gloria Jenningsová)
- 2009 – TV film Bez roucha – Nicollette Sheridan (Brooke Ashton)
- 2009 – TV film Až tak moc tě nežere – Scarlett Johansson (Anna)
- 2009 – TV film Na půdě aneb Kdo má dneska narozeniny – (čarodějnice)
- 2009 – TV film Přímý kontakt[11]
- 2010 – seriál Knight Rider – Legenda se vrací – Deanna Russo (Sarah Graimanová)
- 2010 – seriál Lovci duchů – 5. série – Amy Gumenick (mladá Mary Winchesterová)
- 2010 – seriál Hranice nemožného – 2. série – Anna Torv (agentka Olivia Dunhamová)
- 2010 – seriál Castle na zabití – 1. série – Caterina Scorsone, Joanne Kelly, Jackie Geary (Joanne Delgadová, Lee Waxová, Maggie Dowdová)
- 2010 – seriál 4400 – [dabing Nova] – 3.–4.série – Natasha Gregson Wagner (April Skourisová)
- 2010 – TV film Sněženka a Růženka – [dabing DVD] – Katrin Martin (Růženka)
- 2010 – TV film Moliére – Fanny Valette (Henriette Jourdainová)
- 2010 – TV film Atentát na střední – Tanya Fischer (Sam Landisová)
- 2010 – TV film Tygr lidožrout[12]
- 2010 – TV film Feťáci[13]
- 2010 – TV film Bitva o Passchendaele[14]
- 2011 – seriál Upíří deníky – 1. série – Katerina Graham (Bonnie Bennettová)
- 2011 – TV film Svůdná lež – Chelan Simmons (Tia Coltonová)
- 2011 – TV film Transformers 3 – Rosie Huntington-Whiteleyová (Carly Millerová)
- 2011 – TV film Noc je ještě mladá – Anna Faris (Wendy Franklinová)
- 2011 – TV film Nechte maličkých přijíti ke mně – Nadeshda Brennicke (Bianca Pedrolli)
- 2011 – TV film Moderní Popelka: Byla jednou jedna píseň – Jessalyn Wanlim (Angela)
- 2011 – TV film Honey 2 – Katerina Graham (Maria Ramirezová)
- 2011 – TV film Harry Potter a Relikvie smrti – část 2 – Kelly Macdonaldová (Helena z Havraspáru)
- 2011 – TV film Bundy: Dítě Ameriky – Jen Nikolaisen (Stephanie)
- 2011 – Fimfárum do třetice všeho dobrého 3D – (hlasové ruchy)
- 2012 – seriál Upíří deníky – 2. série – Katerina Graham (Bonnie Bennettová)
- 2012 – seriál Hranice nemožného – 3. série – Anna Torv (agentka Olivia Dunhamová)
- 2013 – reality show Kdo přežije: Perlové ostrovy – 7. série – (Tijuana Bradley)[15]
- 2013 – seriál Upíří deníky – 3.–4.série – Katerina Graham (Bonnie Bennettová)
- 2013 – seriál Hranice nemožného – 4. série – Anna Torv (agentka Olivia Dunhamová)
- 2013 – seriál Kdo přežije – Kdo přežije: Perlové ostrovy – 7. série – Tijuana Bradley
- 2013 – TV film Královská Aféra – Alicia Vikander (Caroline Mathilde)
- 2014 – TV film Zvonilka a piráti – (Vidia)

### Rozhlas
- Český rozhlas 3 Vltava
  - 2009 – Santo Subito (Maria Benigni)
  - 2006 – Romeo a Julie (Julie – Capuletova dcera)
  - 2008 – AU REVOIR, PAPA (Nicole)
  - 2009 – O čem ženy nikdy nepromluvily (Desdemona)
  - 2010 – Hrabě Drákula (Lucy Westenrová)
  - 2012 – Král se baví (Maguelonne)

## Divadlo

### Vybrané divadelní role
- Národní divadlo moravskoslezské
  - 2000–2001 – Ondina (Rusalka)[16]
- Divadlo DISK
  - 2001–2002 – Gazdina roba (Maryša Kotlibová) – divadelní představení na DAMU[17]
  - 2003–2004 – Rváč (Máša Pěrekatovová) – vystupovala v alternaci s Magdalenou Borovou (divadelní představení na DAMU[18]
  - 2003–2004 – Macbeth (čarodějnice) – divadelní představení na DAMU[19]
  - 2004 – Hovory o štěstí mezi čtyřma očima (Ona / Zuzana Wolfová) – vystupovala v alternaci s Veronikou Týcovou (divadelní představení na DAMU)[20]
- Divadlo Viola
  - 2002 – Má nejdražší, má věčná přítelkyně, můj anděli... Samozřejmě jsi pochopila, že jsem všechno prohrál. Všech třicet rublů. (Něžná)[21]
  - 2003 – Zelená vrátka s lampiónem[22]
- Divadlo Na Jezerce
  - 2003 – Vajíčko – vystupovala v alternaci s Annou Bendovou[23]
- Městská divadla pražská (Divadlo ABC)
  - 1996 – Charleyova teta (Kitty Verdunová)
  - 2002–2003 – Spor (Adine) – vystupovala v alternaci s Klárou Jandovou[24]
  - 2003 – Lorna a Ted (žena)
  - 2003–2010 – Rozpaky zubaře Svatopluka Nováka. Nevkusná interaktivní komedie z prostředí zubní ordinace (medička)[25]
  - 2004 – Frederick (Berenika) – vystupovala v alternaci s Kateřinou Lojdovou[26]
  - 2004–2005 – Mam'zelle Nitouche (Sylvie-herečka, chovanka)[27]
  - 2004–2008 – Tři muži ve člunu a pes (Peggy, Jane Podgerová a jiné)[28]
  - 2005–2006 – Žena v bílém (Laura Fairlieová / Anne Cathericková)[29]
  - 2005–2010 – Úžasná svatba (Judy)[30]
  - 2006–2007 – Poprask na laguně (Checca)[31]
  - Od 2006 – České Vánoce (Anča) – vystupuje v alternaci s Lenkou Zbrankovou a původně Kamilou Špráchalovou[32][33]
  - 2006–2007 – Arthurovo Bolero (7. Něha: Valérie / 8. Prázdno: Valérie[34])
  - 2006–2008 – U nás v Kocourkově (Blaženka, dcera Adamových)[35]
  - 2008–2010 – Tristan a Isolda (Isolda)[36]
  - 2009–2012 – Jana Eyrová (Blanche, Georgina)[37]
  - 2009–2011 – Mahábhárata (Draupadí)[38]
- Divadlo na Vinohradech
  - 2005–2006 – Tango sólo (Pauline)[39]
- Městská divadla pražská (Divadlo Rokoko)
  - 2007–2009 – Peer Gynt (divoženka)[40]
  - 2007–2010 – V jámě lvové (Olga Sternbergová) – vystupovala v alternaci s Lucií Pernetovou[41]
  - Od 2007 – Hra vášní (Kate) – vystupuje v alternaci s Mášou Málkovou[42][43]
  - 2008–2011 – Zlatí úhoři (paní Irma a další)[44]
  - Od 2009 – Fialové Květy štěstí – vystupuje v alternaci s Mášou Málkovou a Evellyn Pacolákovou[45][46]
  - 2010–2012 – Dobrodružství (profesorova žena Anna)[47]
  - 2010–2012 – Astrolog (Artemisie)[48]
- Letní shakespearovské slavnosti
  - 2004 – Blázni a milenci a básníci[49]
  - 2007 – Bouře (Miranda) – vystupovala v alternaci s Antonií Talackovou[50]
- Divadelní společnost Jana Hrušínského – Divadlo Gong
  - 2003 – Vajíčko – vystupovala v alternaci s Annou Bendovou[23]